# Schlacht von Sagunt
Die Schlacht von Sagunt war Teil der Napoleonischen Kriege in Spanien und umfasste die am 23. September 1811 beginnende Belagerung der alten Festung Saguntum, den gescheiterten Entsatzversuch in der Schlacht von Murviedro durch die Spanier (25. Oktober 1811) sowie die Einnahme der Festung Sagunt am 26. Oktober durch die Franzosen. Der Sieg ermöglichte den Vormarsch auf Valencia, das am 9. Januar 1812 in französische Hände fiel.
Bailén –  Roliça –Vimeiro – Saragossa (1808) – Burgos (Gamonal) – Medina de Rioseco – Espinosa –  Tudela – Somosierra – Saragossa (1809) – La Coruña – Torres Vedras – Valls – Braga –  Oporto –  Talavera – Ocaña – Gerona – Ciudad Rodrigo (1810) – Buçaco – Gévora – Barrosa – Badajoz (1811) – Fuentes de Oñoro – La Albuera – Tarragona (1811) – Sagunt (Murviedro) – Ciudad Rodrigo (1812) – Badajoz (1812) –  Majadahonda – Salamanca – García Hernández –  Venta del Pozo – Vitoria – 
Sorauren – San Sebastián – Bidassoa

## Vorgeschichte
Unter dem Kommando von General Louis Gabriel Suchet schloss die französische Armee in Katalonien die Belagerung von Tortosa am 2. Januar 1811 und die Belagerung von Tarragona am 29. Juni 1811 erfolgreich ab. Bei diesen Kämpfen hatten die Franzosen etwa 4300 Soldaten verloren, konnte aber zwei Drittel der gegnerischen Armee von Katalonien, also etwa 15.000 spanische Soldaten außer Gefecht setzen. Die erfolgreiche Eroberung von Tarragona brachte Suchet die Erhebung zum Marschall von Frankreich ein. Am 27. Juli erreichten erste französische Truppen Sagunt, die zunächst nur 2.500 Spanier verteidigten. Die gleichzeitig von Suchet betriebene Belagerung von Figueras endete am 19. August mit der spanischen Kapitulation. Am 25. August befahl Marschall Louis-Alexandre Berthier, dem französischen Befehlshaber in Aragonien und Westkatalonien, die Invasion nach Valencia zu beginnen.

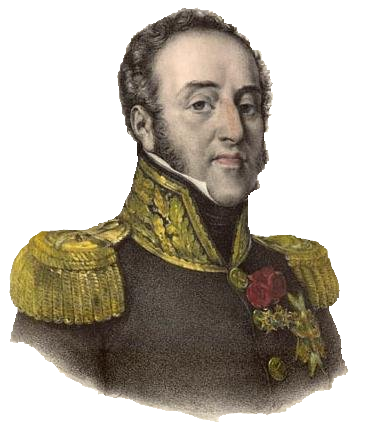
Louis Gabriel Suchet

Marschall Suchet ließ seine etwa 30.000 Mann starke Armee am 13. September von Morella und Teruel in zwei Kolonnen in Richtung Valencia vormarschieren. Zur Deckung seiner rückwärtigen Verbindungen ließ er etwa 7.000 Mann in Lerida, am Montserrat und in Tarragona zurück. Die Franzosen hatten ihren Belagerungspark in Tortosa gelassen und nahmen an, sie könnten Valencia überraschen und einnehmen, wenn sie schnell genug vormarschierten. Am 15. September begannen drei französischen Kolonnen mit dem Vormarsch nach Süden. Zwei Tage später überholte Suchet die linke Kolonne bei Peñiscola, wobei ein Bataillon und einige Husaren zurückblieben. Am 19. September vereinigte sich die mittlere Kolonne, die Division Palombini mit der linken Kolonne. General Blake schickte die Vorhut der Division des General José Obispo ab, um Harispes Division am Barraques-Pass zu blockieren. Harispe erkannte die Absicht und nahm eine östliche Nebenstraße, um den Truppen unter Obispo auszuweichen. Harispes Truppen marschierte weiter das Tal des Mijares-Flusses zur Küste hinunter, um sich mit den beiden anderen Kolonnen zu vereinigen. In Cabanes vereinigte sich Suchets Armee mit den Divisionen von Harispe und Palombini (Italiener), so dass er über rund 26.000 Mann verfügte. Am 21. September erreichten die Franzosen Villarreal, zwei Tage später standen sie vor Almenara, dicht vor Sagunt. Die Burg von Sagunt thronte auf einem felsigen Hügel südlich des Rio Palancia. Die Zitadelle verfügte über einen starken Verteidigungswall, der an der Seeseite durch Klippen geschützt wurde. Die westlich davon befindliche Kleinstadt Murviedro zählte damals etwa 6000 Einwohner. Im Jahr 1811 wurde Murviedro in San Fernando de Sagunto umbenannt und dann allgemein nach den antiken Namen Sagunto benannt.

### Spanischer Entsatzplan

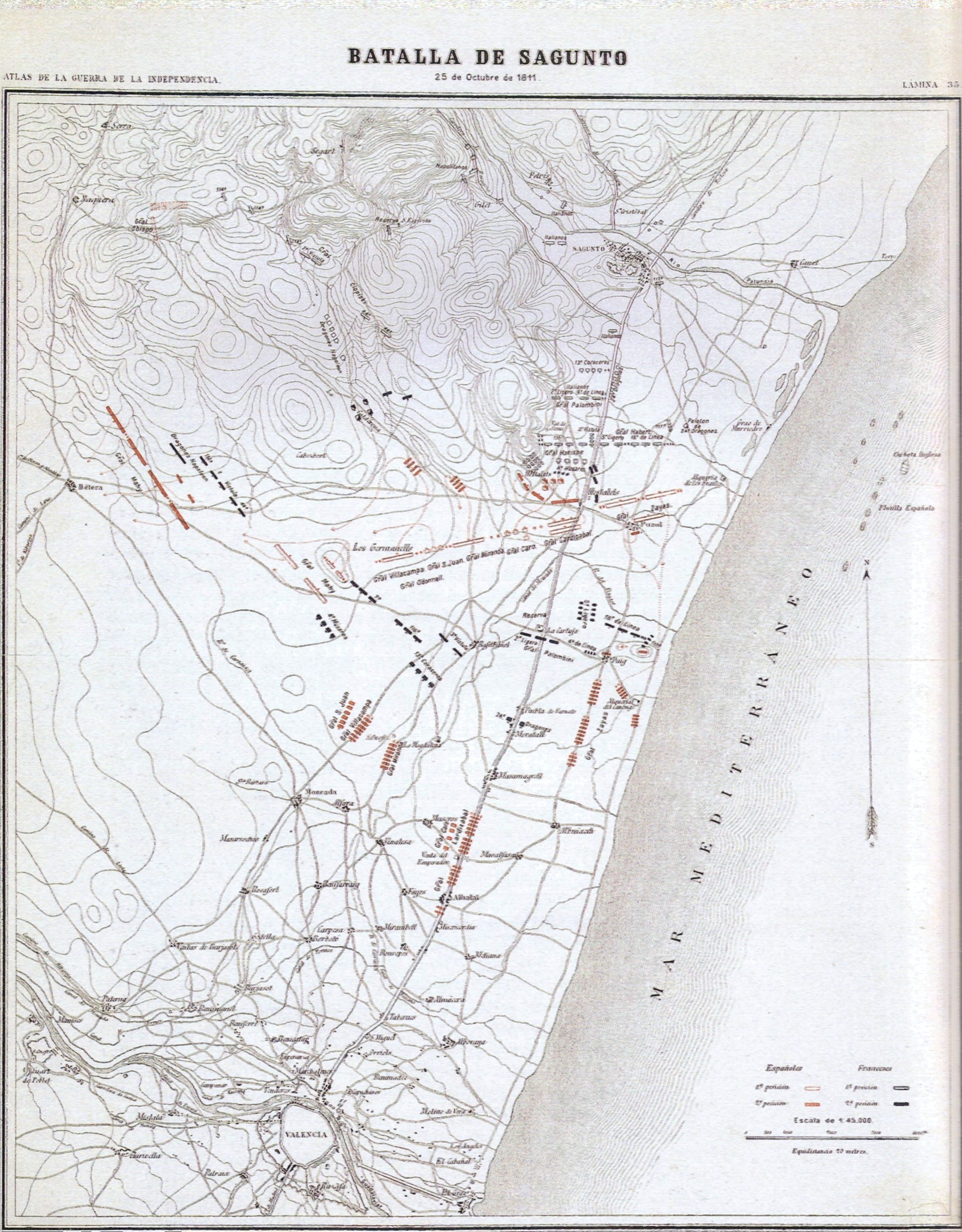

Die spanische Junta in Cádiz hatte General Joaquin Blake zum Generalkapitän von Katalonien ernannt, ihm unterstanden damit die Truppen von Murcia, Valencia und von Aragon. In Valencia sammelte sich eine spanische Entsatzarmee mit etwa 25.300 Mann, um die Garnison zu entsetzen. Blakes Veteranen aus der Schlacht von Albuera bildeten das 2. Armeekorps (Armee von Valencia) unter General O’Donnell, Generalleutnant Nicolas de Mahy y Romo führte das 3. Armeekorps (Armee von Murcia) heran und die 4. Reservekorps wurde von General Lardizábal geführt. Die spanische Armee zog sich nach Ankunft der Franzosen nach Valencia zurück und hinterließ zur Verteidigung der Burg von Saguntum nur fünf Bataillone (etwa 2700 Mann) mit 17 Geschützen und 3 schweren Haubitzen unter dem Kommando von Oberst Luis Maria Andriani.
General Blake erreichte Sagunt am 12. Juli mit seiner Expeditionsarmee, allerdings war nur ein geringer Teil seiner Truppen angemessen ausgerüstet und ausgebildet. Zudem schwächten Krankheiten die Kampfkraft seiner Truppen. Sein ehrgeiziger Plan sah vor, die Armee von Suchet südlich von Saguntum anzugreifen und ihn festzuhalten, während der Rest der Truppen einen flankierenden Marsch machen sollte, der den französischen rechten Flügel zu umfassen hatte. Für den frontalen Angriff wählte er die Veteranen unter Lardizábal und Zayas, die von der Hälfte der valencianischen Kavallerie unter General Caro und der Reserve-Division unter General Velasco unterstützt werden sollte. Insgesamt sollten etwa 10.500 Mann den Hauptangriff führen und dabei durch drei Batterien unterstützt werden.

## Belagerung von Saguntum, 23. September – 26. Oktober 1811

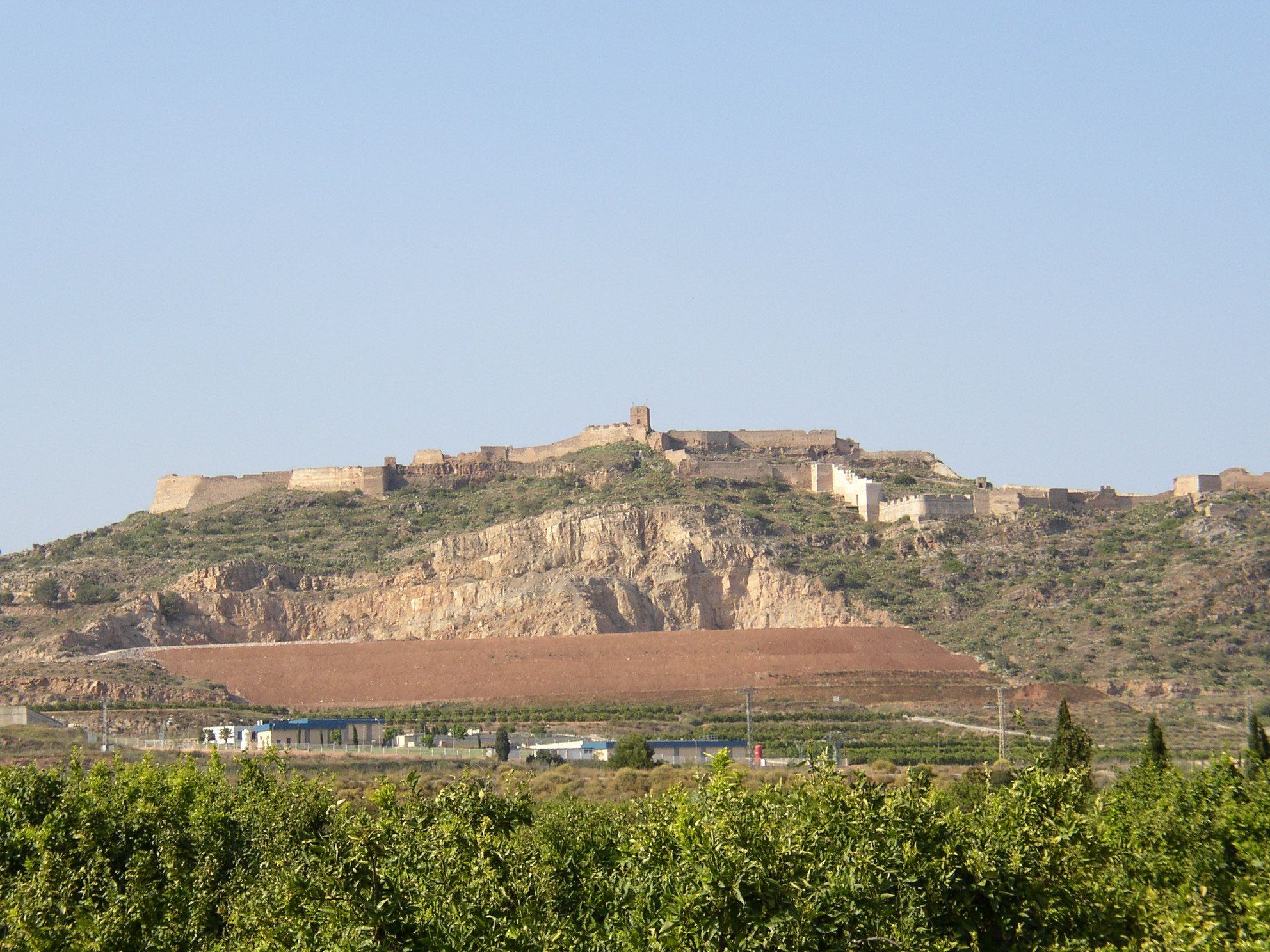
Burg von Saguntum

Am 23. September traf die etwa 26.000 Mann starke französische Armee vor Saguntum ein. Marschall Suchet entschied, dass er keinen Angriff auf Valencia riskieren könnte, bevor er Saguntum erobert hatte und begann mit der Belagerung. Die Division von General Habert lagerte im Norden auf den Höhen von Cabeçol dicht vor Murviedro, überquerte dann den Rio Palancia, errichtete Barrikaden und begann den Burgberg einzuschließen. Die Division von General Harispe lagerte südlich von Murviedro am Fuß der Höhe von Gausa. Die neapolitanische Division unter General Palombini lagerte im Nordwesten zwischen Petrés und Gilet im Nordwesten und sperrten die Straße nach Aragonien ab. Es fehlte aber noch das Belagerungsgerät, welches für einen Angriff auf die Zitadelle notwendig war. Die Spanier hatten um den langen, schmalen Hügel die Wehrmauer neu ausgebaut und in vier Abschnitte mit Quermauern unterteilt. Am westlichen Ende des Hügels, gegenüber dem leichtesten Abhang, hatten sie eine neue Geschützbatterie installiert, auf dem höchsten Punkt des Hügels befand sich die Geschützbatterie San Fernando. Am östlichen Ende des Hügels befanden sich die beiden Batterien Menacho und Doyle. Die Verstärkung des französischen Belagerungsringes machte schnell Fortschritte. Der erste Angriff erfolgte in der Nacht vom 27. auf den 28. September. Die Franzosen hatten Lücken am nördlichen Mauerwall festgestellt, wo die Spanier die alte Holzwand noch nicht durch Mauerwerk ersetzt hatten. Für den ersten Angriff wurden zwei Kolonnen mit jeweils 300 Mann angesetzt, weitere 300 Soldaten wurden in Murviedro als Reserve bereitgehalten. Die beiden Kolonne erreichten die alte Zisterne, etwa 120 Meter vor der ausgemachten Schwachstelle an der Mauer, ohne zunächst entdeckt zu werden. Beim folgenden Kampf konnten einige Abteilungen sogar mehrmals die Mauer erklimmen, konnten aber ihre Positionen nirgends behaupten. Die Franzosen setzten auch vergebens ihre Reserve ein, wodurch die Gesamtzahl der beim Angriff Beteiligten auf 900 Mann stieg. Erst kurz vor Tagesanbruch setzte Suchet den Angriff aus. Die Franzosen hatten während des Angriffs 247 Tote verloren, während die Spanier trotz der heftigen Kämpfe nur 15 Tote und 30 Verwundeten aufwiesen. Das Fort Oropesa wurde am 10. und 11. Oktober gestürmt, die ersten schweren Geschütze trafen am 12. Oktober ein. Die Franzosen hatten die letzten drei Wochen genutzt, die Verankerungen für die ankommenden Batterien bereit zu machen. Ihre Arbeit konnte wegen den vollständigen Mangel an schweren Geschützen bei den Spaniern fast ungehindert erfolgen.
Am 16. Oktober waren alle Belagerungsgeschütze eingetroffen und verankert, die Bombardierung der Festung wurde eingeleitet. Die französischen Geschütze schlugen am Nachmittag des 18. Oktober in der südwestlichen Seite der Mauern eine Bresche und an diesem Abend befahl Suchet einen zweiten Sturmangriff. Dieser Angriff machte aber weniger Fortschritte als der erste, denn die französischen Ingenieure hatten die Situation falsch eingeschätzt. In der Bresche stellten die herausgebrochenen Steinblöcke ein großes Hindernis dar. Die Franzosen kamen nicht an die Bresche heran und mussten den Angriff nach Verlust von 300 Mann abbrechen.
Das langsame Fortschreiten der Belagerung stellte General Blake, den Befehlshaber der spanischen Armee von Valencia in Zugzwang. Er hatte zunächst nicht die Absicht, die Belagerten zu entlasten, weil er der Meinung war, dass seine Armee den Franzosen im Feld nicht gewachsen war. Mitte Oktober musste er sich aber zum Entsatz entschließen, um nicht von der Junta abgesetzt zu werden. Zudem wurde die Armee von Murcia unter General Mahy, die über Cuenca heranmarschierte, am linken Flügel erwartet. Am 23. Oktober schob sich die Vorhut der Spanier nach Liria, etwa 30 Kilometer südlich von Sagunto vor, die Masse der spanischen Armee lagerte aber noch in der Nähe von Valencia und wurde erst am folgenden Tag nach Sagunt nachgeschoben. In der Nacht des 24. Oktober bezog Blake sein Hauptquartier in El Puig, etwa 10 km südlich von Sagunt. Die Division von General Jose Zayas brauchte wegen der schlechten Wege länger als erwartet, um El Puig zu erreichen. Im Westen lagerte General Juan Caro mit drei Kavallerie-Brigaden zwischen Puig und dem Kloster Cartuja de Ara Christi. Weiter links ließen sich die Truppen von Lardizábal mit 3000 Mann in der Ebene von Cartuja nieder. Am Abend trafen sich die Offiziere im Hauptquartier von Blake in El Puig und erhielten die entsprechenden Angriffsbefehle für den folgenden Tag.

### Französische Armee von Katalonien
Marschall Louis Gabriel Suchet
1. Division, General Louis François Félix Musnier, 4829 Mann
- Brigadegeneral Louis Benoît Robert
- Brigadegeneral Florentin Ficatier

2. Division, General Jean Isidore Harispe, 4762 Mann
- Brigadegeneral Marie Auguste Paris
- Brigadegeneral Józef Chłopicki

3. Division, General Pierre-Joseph Habert, 3459 Mann
- Brigadegeneral Louis François Élie Pelletier, Graf Montmarie
- Brigadegeneral Nicolas Bronikowski

Italienische Division, General Giuseppe Federico Palombini 7600 Mann
- Brigadegeneral Vertigier Saint Paul
- Brigadegeneral Éloi Charles Balathier
- Neapolitanische Brigade: General Claude Antoine Compère

- Kavallerie: Brigadegeneral André Joseph Boussart, 2405 Mann
- Artillerie: General Sylvain-Charles Valée, 1800 Mann
- Sappeure General Joseph Rogniat, 600 Mann

Total Etwa 25.500 Mann
Reserve-Division General Honoré Charles Reille
- Brigadegeneral Claude Marie Joseph Pannetier, 2834 Mann
- Brigadegeneral Jean Raymond Charles Bourke, 3961 Mann
- Kavallerie: 800 Mann
- Artillerie: 1153 Mann

Division General Filippo Severoli, 4370 Mann
Total Etwa 13.100 Mann

### Spanische Armee
General Joaquín Blake y Joyes
1. Armeekorps
- Division General Miguel Lardizabal y Uribe, 2972 Mann
- Division General José Pascual de Zayas y Chacón, 2550 Mann
- Kavallerie: General Casimiro Loy, 294 Mann

2. Armeekorps Generalleutnant Carlos O’Donnell
- Division General José Miranda, 3964 Mann
- Division General José Obispo, 3400 Mann
- Division General Pedro Villacampa, 3352 Mann
- Reservedivision General Velasco, 3670 Mann
- Kavallerie: General San Juan de Caro, 1721 Mann

3. Armeekorps Generalleutnant Nicolás de Mahy y Romo
- Brigade General Juan Creagh, 2218 Mann
- Brigade General Eugenio Palafox, Conde de Montijo, 2410 Mann
- Kavallerie: 826 Mann

Garnison Sagunto
- 2663 unter Oberst Luis Maria Andriani

Garnison Valencia
- Artillerie: 1654 Mann
- Sappeure: 421 Mann

Total Etwa 28.500 Mann

## Schlacht bei Murviedro am 25. Oktober 1811
Die Spanier griffen am 25. Oktober um 8 Uhr morgens an. Das Schlachtfeld war weiträumig mit Oliven- und Maulbeerbäumen besäumt. Dieser Umstand behinderte am Beginn der Schlacht den Aufmarsch der Spanier, ermöglichte aber nach der Niederlage den geordneten Rückzug. Insgesamt warf Blake 10.500 Spanier gegen den linken Flügel und etwa 16.000 Mann gegen den rechten Flügel der Franzosen. Im Zentrum der Spanier ließ General Carlos O’Donnell mit seinen Divisionen Villacampa und Miranda angreifen, während auf der rechten Seite die Division Obispo später eintreten sollte. Das spanische Mitteltreffen stand hinter den zwei kleinen Hügeln von El Germanells. Die Division Miranda wurde mit seiner Division zwischen El Germanells und Rafelbuñol eingesetzt. Der linke Flügel unter General Mahy und San Juan hatten O’Donnells Angriff zu unterstützen, während zwei weitere Murcia-Bataillone unter Oberst O’Ronan zwischen den Divisionen Miranda und Obispo die Mitte verstärkten. Am linken Flügel der Spanier konzentrierten sich nach und nach etwa 14.300 Mann und 1700 Reiter, die von 14 Geschützen unterstützt wurden. Im Osten, am Meer gab eine englische Korvette mit 18 Kanonen und 7 spanische Kanonenboote Feuerschutz. Marschall Suchet warf den Gegnern etwa 17.000 Mann entgegen. Er gab der italienischen Brigade (4 Bataillone) unter Balathier und zwei Bataillone des 117. Linien-Regiments der Division Habert den Befehl, die Blockade von Sagunt aufrechtzuerhalten. Darüber hinaus wurden 3 neapolitanische Bataillone der Division Compère in Gilet stationiert, um bei etwaige Flankenangriffe der Armee Blake sofort eingreifen zu können.
Als rangältester Offizier übernahm General Chlopicki den Befehl über den rechten Flügel, hier nahm die Brigade Robert eine starke Stellung ein, die von Dragonern unterstützt wurde.
General Harispe sollte eine Brigade nach rechts verschieben, um die Straße nach Liria zu schützen und um später den Rückzug der Spanier nach Valencia unterbinden zu können. Auf seinem linken Flügel bis zum Meere, platzierte Suchet die Division Habert mit etwa 3000 Soldaten, darunter zwei Schwadronen Dragoner. Im Val de Jesus hielten sich die Truppen unter Generalmajor Harispe, seine Avantgarde bildeten 3 Schwadronen Husaren, zwischen der Infanterie stellte er seine Artillerie. Hinter der Division Harispe stand General Palombini mit vier italienischen Bataillonen als Verstärkung bereit. Dazwischen befanden sich drei Kürassier-Schwadronen die von General Boussart befehligt wurden. Die Gesamtzahl der Männer im Val de Jesus betrug rund 10.000 Mann.
Das spanische Korps unter Lardizábal rückte in zwei Kolonnen vor, eine entlang des Camino Real in Richtung Hostaletz und die zweite Kolonne in Richtung der Hügel neben dem Val de Jesús. Zayas Division versuchte durch ihren Vormarsch bei Puçol an der rechte Flanke die Lücke entlang der Küste zu schließen. Suchet glaubte noch daran, dass der größte Teil der spanischen Infanterie entlang des Camino Real de Valencia angreifen würde. Die Masse der Franzosen sollten den spanischen Angriff in La Val de Jesus standhalten. Suchet versuchte, die Hügel auf welche die Truppen Lardizábals zusteuerte, rechtzeitig zu sichern und schickte die Husaren der Division Harispe ab. Lardizábal hatte die Hügel aber bereits besetzt und durch seine Artillerie gesichert. Der Angriff des rechten Flügels wurde von den Divisionen Zayas (2500 Mann) und Lardizabal (3000 Mann) geführt. Diese wurden von General Velasco (2500 Mann) und 1200 Reiter unter General Loy und General Caro sowie drei Artilleriebatterien unterstützt.
Blake glaubte daran, dass Suchet über die Schlucht von Bétera a Santo Espiritu angreifen würde, um das Hinterland der Sierra Calderona für seine Kavallerie nutzen zu können. Dagegen wurde General Miranda mit seiner Division (3900 Mann) an der rechten Flanke des linken Flügels zwischen El Germanells und Rafelbuñol ins Treffen geführt. Im Zentrum standen die Divisionen der Generale Miranda (3900 Mann) und Villacampa (3350 Mann), General San Juan führte 800 murcianische Reiter. Die Division unter General Obispo (3400 Mann) blieb zunächst als Reserve in Náquera. Der linke Flügel der Spanier bestand den Murcianischen Brigaden der Reserve-Division unter General Mahy, die von den Generalen Creagh und dem Conde de Montijo (4600 Mann) geführt wurden.
Die ersten Bewegungen der Spanier gab Hoffnung die Schlacht erfolgreich führen zu können. Unterdessen setzte Suchet seine Belagerung von Sagunt fort und ignorierte die Bewegungen, die sich am Hauptkampfplatz abspielten. Suchet setzte am Hauptabschnitt in der Mitte die Division Habert und Harispe auf der etwa 5 Kilometer breiten Linie zwischen dem Mittelmeer und den Höhen von Santo Espiritu ein. Die Franzosen hatten Puçol beim Anrücken der Division Zaya zunächst geräumt. Einen Kilometer hinter den Truppen O’Donnells rückte die Reserve-Division unter Generalleutnant Mahy vor und zog seine Brigaden nach links. Brigadegeneral Robert hatte den Befehl, die Schlucht von Bétera a Santo Espiritu um jeden Preis zu verteidigen. Dafür hatte er acht Bataillone und ein Dragoner-Regiment, einschließlich des 44. Linien-Regiments. Die 1500 Neapolitaner unter General Compère, die die Straße nach Segorbe kontrollierten, kamen zwischen Petrés und Gilet herab und schützten so die französische rechte Flanke. Als Mahys Division anfing, den französischen Truppen Scharmützel zu liefern, konterte die Polen unter Chlopicki mit einer Attacke. Die Brigade Robert durchbrach dabei die Linien der Division Villacampa und warf diese auf ihre Ausgangsstellungen zurück.
Die Franzosen begannen bald mit kräftigen Gegenangriffe auf das etwa 3 Kilometer ausgedehnte gegnerische Zentrum. Auf der linken Flanke erreichten die Spanier unter Villacampa einige Vorteile und drängten die Brigade Chlopicki zurück. Als Suchet erkannte, dass die Spanier auch seinen rechten Flügel bedrohten, wurden zwei Bataillone des 44. Linien-Regiments (Division Harispe) als Verstärkung an den Gefahrenpunkt verschoben. General Palombini, der sich im zweiten Treffen befand, erhielt Befehl mit seinen Brigaden in der Mitte einzugreifen. Die italienischen Dragoner wurden jetzt gegen die linke Flanke der Division Miranda angesetzt, während das 44. Linien-Regiment in die spanische Linien einbrach. Innerhalb weniger Minuten war die ganze spanische Front erschüttert. Bei der Erstürmung des Höhenzuges, der in einen Bajonettangriff endete, wurde General Paris schwer verletzt, General Harispes Pferd wurde getötet. Trotzdem konnte Harispe den Hügel für die Franzosen sichern und die Spanier mussten sich zurückziehen. Die Spanier unter Lardizábal versuchten die verlorenen Hügel zurückzugewinnen, nachdem seine von General Caro befehligte Kavallerie die französische Husaren zurückschlagen konnte. Teile von Obispos Division, die auf der äußersten Linken kämpfte, wurde dafür wieder in die Mitte geschickt. Zu diesem Zeitpunkt entschied sich Suchet dafür, die Kürassiere unter General Boussart zur Attacke einzusetzen. Die Kavallerie griffen das spanische Zentrum an und spalteten die spanische Schlachtlinie in zwei Teile.
Auch am westlichen Abschnitt trat die Wendung zugunsten der Franzosen ein, die Polen unter Chlopicki griff die spanische Reserve-Division unter General Mahy an. Die spanischen Generäle Loy und Caro wurden verwundet und gefangen genommen. O’Donnell schickte den Franzosen unter Robert die Division Villacampa entgegen. Das machte Mirandas Flanke offen, der sofort von den Franzosen angegriffen wurde. Der linke Flügel des Korps Lardizábal hatte bald die französische Hauptmacht gegen sich und befahl den Rückzug. Er versuchte zur Deckung gegen die französische Reiterei Karrees zu bilden und zog eine Division nach Puch ab. Der Rest folgte geordnet nach, ohne zu versuchen, den noch vor Puçol unbesiegten rechten Flügel durch eine nochmalige Aufstellung zu sichern. Die Neuausrichtung der Franzosen dauerte lange genug, um Blake zu erlauben, sich geordnet zurückzuziehen. Beide Seiten verloren etwa 1000 Tote und Verwundete, aber die Spanier verloren zudem 5000 Gefangene sowie 12 Kanonen und 4 Fahnen. Suchets Armee verfolgte die Spanier darauf nach Valencia.

## Folgen

Belagerung von Valencia

Am 26. Oktober, dem Tag nach der Schlacht, setzte die französische Artillerie den Beschuss von Sagunt fort. Suchet wollte die Demotivation der Spanier nach der Niederlage des Entsatzheeres auszunutzen und forderte den Gouverneur des Platzes, Andriani zur Kapitulation auf. Ihm wurden die erbeuteten spanischen Fahnen und wichtige Gefangene gezeigt, zudem wurde ihm die Unmöglichkeit bewusst gemacht, seine Garnison irgendwie retten zu können. Andriani akzeptierte Suchets Forderung, in der Nacht des 26. Oktober um 9 Uhr unterzeichnete er die Kapitulation. Etwa 2570 Mann zogen drauf aus der Festung ab und begaben sich in Gefangenschaft. Nach 34 Tagen endete die Belagerung von Sagunt mit einem vollständigen Sieg der Franzosen.
Bis zur Ankunft zweier Divisionen, die als Verstärkung von Pampluna herankamen und einer Dritten, welche Marschall Marmont von Salamanca absenden sollte, blieb Suchet den vereinzelten Angriffen des Feindes gegenüber defensiv. Als aber das Reservekorps des Generals Reille angekommen war, marschierte Suchets Armee über den Guadalaviar zum Rio Turia vor. Die Stadt Valencia wurde erst am 26. Dezember vollständig eingeschlossen, am 9. Januar 1812 ergab sich Blake mit 19.000 Mann. Marschall Suchet erhielt vom Kaiser den Titelzusatz eines Herzogs von Albuféra.